# Karolína Kubáňová
Karolína Kubáňová (* 28. Mai 2001) ist eine tschechische Tennisspielerin.

## Karriere
Kubáňová spielt bislang vor allem Turniere der ITF Women’s World Tennis Tour, wo sie bislang elf Titel im Doppel gewinnen konnte.
In der deutschen Tennis-Bundesliga spielte sie 2019 für die MBB-Sportgemeinschaft Manching. In der tschechischen Liga spielt sie seit 2012 für den TK Slavia Orlová.

## Turniersiege

### Doppel
| Nr. | Datum              | Turnier       | Kategorie   | Belag | Partnerin       | Finalgegnerinnen                     | Ergebnis          |
| --- | ------------------ | ------------- | ----------- | ----- | --------------- | ------------------------------------ | ----------------- |
| 1.  | 1. September 2018  | Říčany        | ITF $15.000 | Sand  | Nikola Tomanová | Julyette Steur Vendula Žovincová     | 6:72, 6:4, [11:9] |
| 2.  | 8. September 2018  | Prag          | ITF $15.000 | Sand  | Nikola Tomanová | Petra Januskova Julyette Steur       | 4:6, 6:3, [10:7]  |
| 3.  | 15. September 2018 | Frýdek-Místek | ITF $15.000 | Sand  | Nikola Tomanová | Petra Januskova Anna Ukolowa         | 6:1, 6:3          |
| 4.  | 20. April 2019     | Antalya       | ITF W15     | Sand  | Nikola Tomanová | Franziska Kommer Laura Schaeder      | 6:3, 6:2          |
| 5.  | 15. Juni 2019      | Přerov        | ITF W25     | Sand  | Nikola Tomanová | Kateřina Mandelíková Anna Morgina    | 6:4, 7:62         |
| 6.  | 18. Juni 2022      | Česká Lípa    | ITF W60     | Sand  | Aneta Kučmová   | Nuria Brancaccio Despina Papamichail | 6:2, 7:69         |
| 7.  | 6. August 2022     | Kottingbrunn  | ITF W15     | Sand  | Ivana Šebestová | Linda Ševčíková Karolína Vlčková     | 6:4, 6:0          |
| 8.  | 13. August 2022    | Radom         | ITF W25     | Sand  | Denisa Hindová  | Funa Kozaki İlay Yörük               | 6:1, 6:2          |
| 9.  | 17. Juni 2023      | Říčany        | ITF W60     | Sand  | Aneta Kučmová   | Martina Colmegna Anna Klasen         | 4:6, 6:3, [10:4]  |
| 10. | 15. Juni 2024      | Danzig        | ITF W35     | Sand  | Renata Voráčová | Jaimee Fourlis Petra Hule            | 3:6, 7:65, [10:7] |
| 11. | 3. August 2024     | Køge          | ITF W35     | Sand  | Denisa Hindová  | Oana Gavrilă Haley Giavara           | 6:3, 6:2          |